# Trude Beiser
Trude Jochum-Beiser, avstrijska alpska smučarka, * 2. september 1927, Lech am Arlberg, Avstrija.
Trude Beiser je ena najuspešnejših avstrijskih alpskih smučark. Nastopila je na dveh zimskih olimpijskih igrah in osvojila naslova olimpijske prvakinje v kombinaciji in smuku ter naslov podprvaka v smuku. Na svetovnih prvenstvih je osvojila tri zlate in dve srebrne medalje. Ob naslovih na olimpijskih igrah, ki so šteli tudi za svetovno prvenstvo, je osvojila še naslov svetovne prvakinje v smuku in podprvakinje v veleslalomu leta 1950.